# Pałac w Gałowie (województwo wielkopolskie)
Pałac w Gałowie – zabytkowy pałac w miejscowości Gałowo (województwo wielkopolskie).

## Opis
Piętrowy pałac wybudowany  w połowie XIX w. na planie prostokąta, kryty dachem dwuspadowym. Po bokach dwa ryzality pomiędzy nimi półkolisty balkon z metalową balustradą, wsparty sześcioma kolumnami  toskańskimi. Nad głównym wejściem kartusz z herbem Dołęga Mycielskich.
Obiekt jest częścią  zespołu pałacowego, w skład którego wchodzi jeszcze park.

Herb Dołęga Mycielskich